# Li Nina
Li Nina (Liaoning, 10 januari 1983) (familienaam is Li) is een Chinese freestyleskiester die gespecialiseerd is in het onderdeel aerials.
In 2005 en 2007 won Li bij de wereldkampioenschappen goud op de aerials. Ook won ze bij de Olympische Winterspelen 2006 zilver, een prestatie die ze vier jaar later tijdens de Olympische Winterspelen 2010 herhaalde. In het seizoen 2004/2005 won Li Nina de algemene wereldbeker.

## Resultaten

### Olympische Winterspelen
| Jaar | Plaats         | Resultaten |
| ---- | -------------- | ---------- |
| 2002 | Salt Lake City | 5e Aerials |
| 2006 | Turijn         | Aerials    |
| 2010 | Vancouver      | Aerials    |
| 2014 | Sotsji         | 4e Aerials |

### Wereldkampioenschappen
| Jaar | Plaats               | Resultaten  |
| ---- | -------------------- | ----------- |
| 2001 | Whistler             | 15e Aerials |
| 2003 | Deer Valley          | 11e Aerials |
| 2005 | Ruka                 | Aerials     |
| 2007 | Madonna di Campiglio | Aerials     |
| 2009 | Inawashiro           | Aerials     |

### Wereldbeker
Eindklasseringen
| Seizoen   | Algm   | AE     |
| --------- | ------ | ------ |
| 2001/2002 | –      | 16e    |
| 2002/2003 | 7e     | 4e     |
| 2003/2004 | 19e    | 5e     |
| 2004/2005 | Goud   | Goud   |
| 2005/2006 | 12e    | 4e     |
| 2006/2007 | Brons  | Zilver |
| 2007/2008 | 13e    | 4e     |
| 2008/2009 | 8e     | Zilver |
| 2009/2010 | Goud   | Goud   |
| 2012/2013 | 116e   | 25e    |
| 2013/2014 | Zilver | Goud   |

Wereldbekerzeges
| Datum            | Plaats               | Onderdeel |
| ---------------- | -------------------- | --------- |
| 22 februari 2004 | Špindlerův Mlýn      | Aerials   |
| 14 januari 2005  | Lake Placid          | Aerials   |
| 16 januari 2005  | Lake Placid          | Aerials   |
| 28 januari 2005  | Deer Valley          | Aerials   |
| 12 februari 2005 | Changchun            | Aerials   |
| 5 maart 2005     | Špindlerův Mlýn      | Aerials   |
| 11 maart 2005    | Madonna di Campiglio | Aerials   |
| 3 september 2005 | Mount Buller         | Aerials   |
| 4 september 2005 | Mount Buller         | Aerials   |
| 5 februari 2006  | Špindlerův Mlýn      | Aerials   |
| 9 december 2006  | Beida Lake           | Aerials   |
| 10 december 2006 | Beida Lake           | Aerials   |
| 1 februari 2008  | Deer Valley          | Aerials   |
| 30 januari 2009  | Deer Valley          | Aerials   |
| 10 januari 2010  | Calgary              | Aerials   |
| 30 januari 2010  | Mont Gabriel         | Aerials   |
| 15 december 2013 | Beida Lake           | Aerials   |
| 19 januari 2014  | Val Saint Come       | Aerials   |